# شخلول (مسلسل)
شخلول ورث عن أبيه محل تجاري متواضع في الريف ثم توسع أكثر في التجارة وصولًا إلى احتكار السلع الرئيسية مما دفعه إلى مجالسة كبار رجال الدولة وتطلع إلى الزواج من عزيزة ابنة العمدة الجميلة رغم أنفها لارتباطها بطبيب القرية في أحلامها. تأليف: يوسف جوهر، سيناريو وحوار عاطف بشاي. 
طاقم العمل: 
- أشرف عبد الباقي  (شخلول)
- غادة نافع
- نادر كمال  (ابن العمدة)
- سعيد عبد الغني
- إنتصار
- إيمان عاطف
- وفاء مكي
- جمال إسماعيل
- جيهان قمري
- طارق سليمان
- زيزي مصطفى
- محمد كامل
- شادي سرور
- أحمد عبدالوارث
- سمير حسني
- بدرية طلبة
- ناجي سعد
- فتحية طنطاوي
- حسان العربي
- عبد المحسن سليم
- أحمد عقل
- حمدي السخاوي
- إيناس العربي
- عبد العاطي صالح
- عبد الحميد المنير
- كمال الألفي
- جمال يوسف
- محمد الأدنداني
- محمد علي الدين
- أحمد الطماني
- علي حمدي
- أحمد الحلواني
- كمال عطية
- يوسف العسال
- أحمد جابر
- محمد حامد
- ولاء أحمد
- جمال عباس
- علي جمال الدين
- أحمد عبدالحميد
- محمود عثمان
- محمد حسني
- محمد البططي
- محمد نجيب
- فاروق عبد الهادي
- رمضان إبراهيم
- نشوى المهدي
- صلاح الحسيني
- أحمد زايد
- هالة سامي
- سيد خميس
- هشام منصور
- عبد الحميد سند
- مي صالح
- مديحة أنور
- سيد عيد
- إحسان الترك (إحسان ترك)
- سامر المنياوي
- حمدي إسماعيل
- علي محمد علي
- سامر السيد
- ريم يوسف
- عبد الحميد فتحي
- محمد الشربيني
- السيد أحمد
- حنان جودة
- محمد قشطة
- أحمد الرفاعي
- عبد اللطيف الطحاوي
- صباح عبد العزيز